# 夏至 (映画)
『夏至』（げし、フランス語題: À la verticale de l'été, ベトナム語題: Mùa hè chiều thẳng đứng, 英題: The Vertical Ray of the Sun）は、ハノイ、ハロン湾を舞台とした、フランス・ベトナム共同制作の映画。
色彩美あふれる映像に特徴がある。様々な人間関係の中での心の機微が、一家族の中の人物を通して淡々とした語り口で描かれる。2000年5月18日、カンヌ国際映画祭で上映。

## キャスト
※括弧内は日本語吹替
- リエン - トラン・ヌー・イエン・ケー（鬼頭典子）
- スオン - グエン・ニュー・クイン（石塚理恵）
- カイン - レ・カイン（佐藤あかり）
- ハイ - ゴー・クアン・ハイ（白鳥哲）
- クオック - アンクル・フン（巻島康一）
- キエン - チャン・マイン・クオン（田中明生）
- トゥアン - レ・トゥアン・アイン（遠藤純一）

## 挿入曲
- ルー・リード - Coney Island Baby
- ヴェルヴェット・アンダーグラウンド - Pale Blue Eyes
- チン・コン・ソン - Cuối cùng cho một tình yêu, Nắng thủy tinh, Rừng xưa đã khép